# Telstar
Telstar opsendt 11. juli 1962, var den første aktive kommunikationssatellit, designet til at transmittere og overføre telefon- og high-speed data-kommunikation, ligesom det var den første privat ejede satellit. Navnet anvendes fortsat i en lang række forbindelser tilknyttet satellitter, der transmiterer tv- og andre kommunikationsdata, og Telstar 18 blev således opsendt i juni 2004. 
Den første Telstar-satellit blev opsendt af NASA fra Cape Canaveral (det nuværende John F. Kennedy Space Center) med en Delta raket den 10. juli 1962, og dermed var Telstar også den første privat sponsorerede eller første kommercielle rumflyvning.
Den første Telstar-satellit var en medium-altitude satellit, og den blev placeret i en elliptisk bane med en omgangstid på 2 timer og 37 minutter, og med en hældning på 45 grader i forhold til ækvator. Som følge heraf, var transatlantisk data-transmission kun mulig i ca. 20 minutter under hvert kredsløb.
Den første direkte transatlantiske datatransmission skulle have været en hyldestkommentar fra præsident John F. Kennedy, men han var ikke klar så hurtig som satellitten, så i stedet blev den første satellittransmitterede begivenhed en baseballmatch fra Whigley Field i Chicago mellem Chicago Cubs og Philadelphia Phillies. Senere samme dag optådte præsident Kennedy i den første direkte og satellittransmitterede transatlantiske pressekonference.
Den 11. juli 1962 blev verdens første kommunikationssatellit Telstar sendt op fra Cape Canaveral og i de følgende dage gjorde man klar til de første direkte TV-udsendelser mellem USA og Europa.
Mandag den 23. juli kl. 19:50 så vi i Europa et program, der bragte os rundt i USA og Canada.
I USA så de f.eks. Big Ben i London, Triumfbuen i Paris, Colosseum i Rom. Udsendt fra det Europæiske Eurovision.
Dengang var det noget helt nyt, men det var starten på den form for kommunikation vi i dag anser for normalt.